# Ordine del Lavoro (Corea del Nord)
L'Ordine del Lavoro (조선로력훈장?) è un'onorificenza nordcoreana.

## Storia
L'ordine è stato istituito il 17 luglio 1951.

## Assegnazione
L'ordine viene assegnato per premiare un lavoro professionale efficiente e meritorio.

## Insegne
- Il nastro è verde con bordi gialli e al centro una striscia bianca caricata di una striscia rossa.